# كبريتات لوريل الصوديوم
كبريتات لوريل الصوديوم (أو سلفات دوديسيل الصوديوم، اختصاراً SDS) هو مركب كيميائي له الصيغة الكيميائية (NaC12H25SO4)، وهو مؤثر سطحي أيوني، يستخدم في معاجين الأسنان والشامبو نظراً لقدرته على تشكيل رغوة يسمى تجارياً تكسابون.

## الخواص
مادة خافضة للتوتر السطحي وله قدرة عالية على إعطاء الرغوة اللازمة للتنظيف.
له القدرة على ازالة الزيوت والأوساخ بفعالية عالية. إضافة إلى كونه رخيص الثمن مما يجعل استعماله واسع الانتشار

## آثاره السلبية
بعض الدراسات التي طبقت على الحيوانات والإنسان تشير أن استخدام هذا المركب يعرض الشخص إلى أخطار عديدة أهمها إصابة الجلد بالتهيج والالتهابات نتيجة قدرته على اختراق الجلد، كذلك قد يسبب تهيجًا والتهابات في العين ينتج عنها خلل في نمو العين خصوصا عند الأطفال واعتام عدسة العين عند الأكبر سنًا.
ويستخدم أيضًا في تركيب معجون الاسنان لانه يعطي الشعور بالانتعاش والتعقيم داخل الفم ولكن وجد من خلال الدراسات أنه قد يكون له اثر سلبي على وجود التقرحات الفموية من ناحية وزيادة الالم وفترة الشفاء. هناك بعض الدراسات تشير أنه من الممكن أن يمكث في الجسم ويتراكم في بعض الاجزاء مسببًا زيادة في حجم الكبد وزيادة في حجم الخلايا الكبدية وخللًا في إفراز إنزيمات الكبد علاوة على ذلك يمكن أن يسبب زيادة في نسبة الغلوكوز في الدم وانه قد يكون مادة مسرطنة وهذا ما لم يثبت بشكل تام ولكنه يعزز احتمالية أن يسبب كبريتات لوريل الصوديوم اضطرابا في جهاز الغدد الصماء. يعتمد الخطر المرافق لاستخدامه على تركيز المادة المستخدمة ومدة التعرض له.
الوقاية من الآثار السلبية
هذا المركب ليس مصمما للاستعمال طويل الأمد لذلك يجب شطفه بسرعة وبشكل كامل بعد الاستعمال؛ لأن بقائه على الجلد فترة طويلة يمكن أن يسبب بعض المشاكل.

## الاستخدامات
يستخدم بشكل أساسي في المنظفات، والشامبو، ومعجون الأسنان، معاجين الحلاقة والصابون السائل، إضافة إلى فعاليته في تنظيف محركات السيارات